# Ruf (Familienname)
Ruf ist ein Familienname, der vor allem im deutschsprachigen Raum vorkommt. Selten tritt er auch als männlicher Vorname auf.

## Herkunft
Ruf ist eine Kurzform des männlichen Vornamens Rudolf und damit ein Patronym.
Soweit Ruf der Familienname jüdischer Geschlechter ist, wird er auf hebräische Wurzeln zurückgeführt. Lars Menk schließt ihn an den männlichen Vornamen Ruben an. Menk sowie Eva und Heinrich Guggenheimer erklären ihn auch als Berufsnamen und leiten ihn vom hebräischen Wort רופא rofe ‚Arzt, Heiler‘ ab.
Weitere Herleitungen wie vom Namen Rudfried oder vom Verb rufen sind sprachwissenschaftlich nicht haltbar, ebenso Erwin Manuel Dreifuss’ Zurückführung auf Rufus 1927.

## Verbreitung
Der Name ist vor allem im oberdeutschen Raum verbreitet. In Deutschland gibt es etwa 5.000 Namensträger, davon etwa die Hälfte in Baden-Württemberg und ein Viertel in Bayern (Stand 2018). Der Name belegt in der Liste der häufigsten Namen in Deutschland den 517. Platz. Er kommt in den Vereinigten Staaten etwa 2.000 Mal, in der Schweiz etwa 600 Mal und in Österreich und in Frankreich jeweils etwa 200 Mal vor.

## Varianten
Varianten sind Ruef, Ruof, Rueff und Ruoff sowie Ruff.

## Namensträger

### A
- Alfons Ruf (1887–1931), Schweizer Unternehmer
- Anton Ruf (1840–1929), österreichischer Politiker
- August Ruf (1869–1944), deutscher Pfarrer

### B
- Beatrix Ruf (* 1960), deutsche Museumsleiterin und Autorin
- Bernd Ruf (* 1964), deutscher Dirigent, Musiker und Produzent
- Bernhard Ruf (Mathematiker) (* 1952), Schweizer Mathematiker und Hochschullehrer
- Bernhard Ruf (Politiker) (* 1976), österreichischer Politiker (ÖVP)

### C
- Camille Ruf (1872–1939), Schweizer Fotograf
- Carl Ruf, deutscher Fotograf
- Carla Mijares Ruf (* 2002), andorranische Skirennläuferin
- Christian Ruf (* 1983), deutscher Politiker (CDU)
- Conrad Ruf (1840–1922), deutscher Fotograf

### D
- Darin Ruf (* 1986), US-amerikanischer Baseballspieler

### E
- Éric Ruf (* 1969), französischer Schauspieler, Bühnenbildner und Regisseur
- Erwin Ruf (1910–??), deutscher Fußballspieler und -trainer

### F
- Franz Ruf (Architekt) (1909–1997), deutscher Architekt
- Franz Ruf (Künstler) (* 1949), deutscher Künstler
- Franz Ruf (Polizist) (* 1968), österreichischer Polizist
- Friedhelm Ruf (* 1955), deutscher Journalist und Autor
- Friedrich Ruf (Friedrich Martin Ruf; 1926/1927–2019), deutscher Unternehmer
- Fritz Ruf (1927–2023), deutscher Lebensmittelchemiker und Manager

### G
- Gaudenz B. Ruf (Gaudenz Bernhard Ruf; * 1941), Schweizer Diplomat
- Gerhard Ruf (eigentlich Helmut Eugen Joseph Ruf; 1927–2008), deutscher Ordensgeistlicher

### H
- Hans Ruf (1910–1983), deutscher Heimatforscher, Mundartdichter und Museumsgründer
- Heinrich Ruf (1903–1989), deutscher Ingenieur
- Hermann Ruf (1882–1970), deutscher Schmuckdesigner, Fabrikant und Maler
- Hugo Ruf (1925–1999), deutscher Cembalist und Hochschullehrer

### I
- Ilja Ruf (* 2001), deutscher Musiker
- Isabelle Ruf-Weber (* 1960), Schweizer Dirigentin

### J
- Jakob Ruf (1505–1558), Schweizer Chirurg und Schriftsteller
- Johann Ruf (um 1713–1788), deutscher Brauer und Politiker
- Josef Ruf (1920–2009), deutscher Maler
- Joseph Ruf (1905–1940), deutscher Kriegsdienstverweigerer
- Joseph Laurentius Ruf (1817–1886), deutscher Politiker, MdL Württemberg

### K
- Karl Ruf († 2002), Schweizer Tierpfleger und Naturschützer
- Kathrin Eberl-Ruf (* 1962), deutsche Musikwissenschaftlerin und Hochschullehrerin

### L
- Linus Ruf (* 2005), deutscher Basketballspieler
- Ludwig Ruf, deutscher Fußballspieler

### M
- Markus Ruf (* 1959), Schweizer Jurist und Politiker
- Martin Ruf (Schriftsteller) (* 1960), deutscher Schriftsteller und Übersetzer
- Martin Ruf (Wirtschaftswissenschaftler) (* 1973), deutscher Wirtschaftswissenschaftler
- Max Ruf (* 1982), deutscher Künstler

### N
- Nadine Ruf (* 1978), deutsche Politikerin (SPD)
- Niels Ruf (* 1973), deutscher Fernsehmoderator und Schauspieler
- Norbert Ruf (1933–2012), deutscher Geistlicher und Kirchenrechtler

### P
- Paul Ruf (1890–1964), deutscher Germanist und Bibliothekar
- Peter Ruf (* 1950), deutscher Heimatforscher und Museumsleiter
- Pius Ruf (1901–1955), Schweizer Architekt

### R
- Rolf Ruf (* 1935), Schweizer Architekt
- Rudolf Ruf (Schauspieler) (1916–2008), Schweizer Schauspieler
- Rudolf Ruf (Politiker) (1922–2012), deutscher Politiker (CDU)

### S
- Sebastian Ruf (1802–1877), österreichischer Priester, Psychologe und Lokalhistoriker
- Sep Ruf (1908–1982), deutscher Architekt
- Sonja Ruf (* 1967), deutsche Schriftstellerin

### T
- Theodor Anton Ruf (1865–1943), österreichischer Architekt und Baumeister
- Thomas Ruf (1911–1996), deutscher Politiker (CDU)

### U
- Urs Ruf (* 1945), Schweizer Pädagoge, Erziehungswissenschaftler und Hochschullehrer

### W
- Walter Ruf (1903–2002), Schweizer Unternehmensgründer
- Werner Ruf (* 1937), deutscher Politikwissenschaftler und Hochschullehrer
- Werner Klaus Ruf (* 1937), deutscher Soziologe und Politikwissenschaftler
- Wilhelm Ruf (1909–??), deutscher Widerstandskämpfer
- Wolfgang Ruf (Musikwissenschaftler) (* 1941), deutscher Musikwissenschaftler und Hochschullehrer
- Wolfgang Schebesch-Ruf (* um 1984), österreichischer Sportwissenschaftler, Sportpädagoge und Hochschullehrer
- Wolfgang J. Ruf (* 1943), deutscher Publizist
- Wolfram Ruf (* 1958), deutscher Mediziner